# Paul Henry Ourry
Paul Henry Ourry (1719-1783) est un officier de la Royal Navy et homme politique britannique qui siège à la Chambre des communes de 1763 à 1775.

## Jeunesse
Ourry est le deuxième fils de Louis Ourry, huguenot de Blois et de sa femme Anne Louise Beauvais, fille de Louis Beauvais et est né le 3 octobre 1719 .

## Carrière navale
Ourry rejoint la Royal Navy et est lieutenant en 1742 sur le HMS Elizabeth de 1742 à 1744 et participe à la bataille de Toulon. De 1746 à 1748, il sert sur le HMS Salisbury. Il épouse Charity Treby, fille de George Treby, ancien secrétaire à la guerre, le 26 août 1749 . De 1751 à 1752, il sert sur le HMS Monmouth et de 1752 à 1756 sur le HMS Deptford. Il est promu capitaine et commandant en 1756 et reçoit le commandement du brûlot HMS Proserpine, au mouillage à Port Mahon. La guerre avec la France éclate en mai 1756, alors qu'Ourry est en route pour Port Mahon pour prendre le commandement de son navire. Les Français saisissent Proserpine avant l'arrivée d'Ourry, et il est contraint de retourner en Angleterre et de demander au Navy Board un commandement alternatif .
Après quelques retards, Ourry est nommé commandant de la nouvelle frégate de sixième rang HMS Success|1740) à partir du début de 1757. Cependant, des problèmes familiaux l'obligent à demander un congé pour se rendre à Halifax, dans le West Yorkshire. La Marine est réticente à accéder à la demande, et Ourry n'obtient l'autorisation qu'après l'intervention de John Clevland, le secrétaire de l'Amirauté et un ami de la famille d'Ourry. Une demande ultérieure de congé supplémentaire est catégoriquement refusée avec l'avis de l'Amirauté que « son service est recherché et est si urgent que les Lords n'autoriseront aucune autre action pouvant occasionner un retard de quelques instants » .
En juin 1758, Ourry participe au débarquement dans la baie de Cancale. Il commande le HMS Actaeon de 1759 à 1763 et participe à l'expédition contre Belle Île en juin 1761 et aux opérations en Martinique en février 1762. En 1763, il devient député mais reste en service pendant plusieurs années. De 1763 à 1767, il commande le HMS Hero. Ses trois dernier commandements sont le HMS Firm entre 1770 et 1771, le HMS Dublin de 1771 à 1773 et également le HMS Fame entre 1770 et 1772 .

## Carrière politique
La famille Treby a une influence à Plympton Erle où son beau-frère George Hele Treby est député jusqu'à sa mort en 1763. Ourry est élu en tant que député de Plympton Erle lors d'une élection partielle le 25 novembre 1763 et réélu sans opposition en 1768 et 1774. Au Parlement, il soutient toutes les administrations mais ne semble pas avoir parlé à la Chambre. Il est nommé commissaire du chantier naval de Plymouth en janvier 1775 et quitte son siège .
Ourry meurt le 31 janvier 1783 . Son fils Paul Treby Ourry est également député de Plympton Erle. Sa fille Charity est mariée à Montagu Edmund Parker et sa fille Catherine à Sir William Molesworth, 6e baronnet .